# Arnold Mindell
Arnold Mindell (Schenectady, 1º gennaio 1940 – Yachats, 10 giugno 2024) è stato uno psicologo statunitense, autore, terapeuta e insegnante nei campi della psicologia transpersonale, della psicoterapia corporea, del cambiamento sociale e della spiritualità.
Raggiunse la notorietà per aver esteso l'analisi dei sogni junghiana ai sintomi del corpo, promuovendo idee di "democrazia profonda" ("deep democracy"), e interpretando concetti della fisica e della matematica in termini psicologici. Mindell fu inoltre il fondatore della psicologia orientata ai processi, chiamata anche Process Work, uno sviluppo della psicologia junghiana influenzata dal taoismo, dallo sciamanesimo e dalla fisica.

## Biografia
Arnold Mindell nacque il 1º gennaio 1940 a Schenectady, nello stato di New York. Studiò fisica applicata al Massachusetts Institute of Technology, e poi all'ETH di Zurigo, in Svizzera. Venne introdotto alla psicologia junghiana in Svizzera dopo un incontro casuale con Franz Niklaus Riklin, allora presidente dell'Istituto C.G. Jung. In seguito Mindell iniziò un percorso di analisi con Riklin e Marie-Louise von Franz e successivamente si formò come analista junghiano presso l'Istituto Jung. Ottenne un dottorato di ricerca in psicologia presso l'Union Institute.
Mindell ricevette il diploma di analista junghiano nel 1970 e lavorò presso l'Istituto Jung come insegnante e analista di formazione finché poi smise nel 1985. All'inizio degli anni '80, Mindell e colleghi avviarono il primo programma di formazione per la psicologia orientata ai processi, a Zurigo; e nel 1982 fondò quello che in seguito venne conosciuto come Institute for Process Work (Institut für Prozessarbeit IPA), un istituto di formazione accreditato per la psicoterapia in Svizzera.
Alla fine degli anni '80, Mindell e sua moglie, Amy Mindell tornarono negli Stati Uniti dalla Svizzera, provocando alcune polemiche nella piccola città costiera di Yachats, nell'Oregon, dove manifestarono l'intenzione di costruire una sede per seminari. Nel 1990, Mindell e colleghi fondarono un centro per l'insegnamento della psicologia orientata ai processi a Portland, ora noto come Process Work Institute, che nel 2001 fu oggetto di un controverso reclamo etico. I Mindell si stabilirono in Oregon e nel 2013 furono invitati dalla Yachats Academy of Arts and Sciences a presentare una conferenza sulla risoluzione dei conflitti e sul lavoro in forum aperti in tutto il mondo.
A Mindell fu anche dedicato un posto di rilievo nel libro di memorie di Micah Toub del 2010 Growing Up Jung, venendovi rappresentato come un insegnante e psicoterapeuta post-junghiano carismatico e non convenzionale, una "figura simile ad un guru" per i genitori di Toub.

## Attività

### Panoramica
Mindell fondò e sviluppò la psicologia orientata ai processi, nota anche come Process Work. Egli incluse tra le idee fondamentali il suo concetto di "corpo dei sogni" (dreambody) e l'applicazione della psicologia alle questioni sociali e alla risoluzione dei conflitti in grandi gruppi, noto come "lavoro mondiale" (worldwork) e il principio della "democrazia profonda". Nel primo libro, Dreambody: The Body's Role in Revealing the Self (1982), Mindell collegò "il processo mentale del sogno con malattie e sintomi fisici, nonché con discipline come lo yoga e il tai chi. Mindell divenne infatti noto per aver suggerito che "i sintomi sono sogni che cercano di avverarsi".
Stanislav Grof descrisse Arnold Mindell come uno dei "pionieri della psicologia transpersonale". Nel 2012, Mindell fu una delle cinque persone a cui fu assegnato un Pioneer Award dalla US Association of Body Psychotherapy. Fu anche titolare del World Certificate for Psychotherapy (WCPC) assegnato dal World Council for Psychotherapy.
Nell'esplorazione critica del 2017 della relazione tra gli afroamericani e la psicologia analitica di C.G. Jung, Fanny Brewster descrisse il lavoro sul corpo dei sogni di Mindell e il suo collegamento tra i sintomi del corpo e lo sviluppo psicologico. La scoperta di Brewster fu l'allineamento tra lo sviluppo delle idee junghiane da parte di Mindell e i concetti tradizionali africani di guarigione colleganti mente e corpo:
"Credo che l'approccio di Mindell al lavoro onirico, con la sua enfasi sulla guarigione del corpo, rispecchi il sistema africano di guarigione dell'inclusività del corpo e della mente nel processo."
Mindell fu descritto come "un interculturalista naturale che eccelle nel costruire relazioni oltre i confini culturali", le cui abilità interculturali si incentrarono sull'importanza degli elementi non verbali della comunicazione e la "capacità di cambiare punto di vista e unirsi alla realtà dell'altro".
Mindell fu anche oggetto di due puntate di Thinking Allowed, la serie televisiva indipendente condotta da Jeffrey Mishlove. Venne intervistato su Shrink Rap Radio (2008), New Dimensions Radio (2009, 1995) e Somatic Perspectives on Psychotherapy (2009).
Mindell fu però anche criticato per aver insegnato concetti e pratiche new age poco chiari e sconosciuti all'interno della corrente principale della psicologia, non essendo accreditato come psicologo clinico in Oregon. Il lavoro sul corpo dei sogni di Mindell fu criticato come una forma di "assistenza sanitaria metafisica"; oppure la psicologia orientata ai processi percepita come un esempio di psicologia transpersonale, con la possibilità di essere usata in modo improprio, come forma di "controllo mentale".

### Idee chiave
Derivato dall'osservazione di Mindell delle connessioni tra i sogni delle persone e i loro sintomi corporei, il concetto di "corpo onirico" venne sviluppato negli anni '70 e pubblicato in Dreambody: the Body's Role in Revealing the Self (Routledge, 1982), mentre Mindell era un analista junghiano praticante. La tecnica terapeutica di Mindell fu paragonata a quella di Fritz Perls: "La differenza più evidente, almeno rispetto allo stesso Perls, è quella dell'umore: il lavoro di Mindell è giocoso, solidale e permissivo piuttosto che conflittuale" oppure  “Mindell… esemplifica sia il bene che il male del lavoro onirico contemporaneo. Sul primo punto: c'è un po' di nonsense su Mindell. E sfrutta in modo vistoso la prima persona singolare esaltando le funzioni del non ego. Inoltre, interpreta i processi patologici in modo così positivo che iniziano a perdere la loro autenticità catagogica. Ma sul secondo punto: è inventivo, creativo, intuitivo, olistico e affermativo. Scompone le categorie prevalenti e trova significati autentici laddove la nostra cultura tradizionalmente non lo fa. E aiuta le persone”.
Nel 1995 Mindell estese il concetto di corpo onirico a una teoria e pratica di lavoro con persone in coma e in stati di pre-morte; questo lavoro ispirò una produzione teatrale britannica di Improbable theater. Nel suo libro del 1988, City Shadows: Psychological Interventions in Psychiatry, Mindell presentò il suo approccio ai disturbi psichiatrici, alla tossicodipendenza e al ritardo mentale, fornendo nel libro gli studi di caso descriventi le operazioni incentrate sul significato della comunicazione insolita del paziente, compresi i segnali non verbali.
Nel libro del 1990 Working on Yourself Alone: Inner Dreambody Work, Mindell presentò una pratica di meditazione per focalizzare l'attenzione sulle esperienze discrete del corpo e per amplificarle per rivelare informazioni e significato inaspettati per il meditatore. Fornì un modello per la pratica spirituale creativa con il coinvolgimento della riflessione interiore e dello sviluppo personale. Nel lavoro del 2002, Dreaming while awake: Techniques for 24-hour lucid dreaming, Mindell si basò su idee di sogni lucidi, tradizioni indigene e buddismo zen per creare una pratica di consapevolezza per la vita quotidiana: prestare attenzione a pensieri e percezioni normalmente respinti, da egli definiti "flirt" provenienti dai "sogni".
Mindell pubblicò anche libri sulla risoluzione dei conflitti e sulla leadership di grandi gruppi, in particolare The Leader as Martial Artist: An Introduction to Deep Democracy (1992) e Sitting in the fire: Large Group Transformation Using Conflict and Diversity (1995). Mindell propose un concetto e un principio che chiamò "democrazia profonda" e tale approccio venne paragonato al lavoro di Danaan Parry. Il lavoro di gruppo di Mindell sui conflitti fu segnalato all'interno di un contesto aziendale e all'interno di ampi forum di comunità lavoranti sul razzismo e altre tensioni sociali. Il concetto di "grado" (rank) di Mindell, pubblicato nel suo libro Sitting in the Fire, fu utilizzato per supportare una maggiore consapevolezza di genere nella formazione alla mediazione.
Il lavoro di Mindell divenne noto per aver proposto analogie tra i concetti di matematica, fisica classica e quantistica ed esperienze psicologiche; tra le sue pubblicazioni vi furono anche semplici esercizi per guidare il lettore ad esplorare la propria esperienza di queste ipotesi.

## Opere
- Mindell, A. (2017) Conflict: Phases, Forums, and Solutions: For our Dreams and Body, Organizations, Governments, and Planet. CreateSpace.  ISBN 978-1540770448
- Mindell, A. (2013) Dance of the Ancient One. Deep Democracy Exchange. ISBN 978-1619710153
- Mindell, A. (2007). Earth-Based Psychology: Path Awareness from the Teachings of Don Juan, Richard Feynman, and Lao Tse. Portland, OR: Lao Tse Press.  ISBN 1-887078-75-4
- Mindell, A. (2004) The Quantum Mind and Healing. Charlottesville, VA: Hampton Road Publishing Company ISBN 1-57174-395-2
- Mindell, Arnold; Mindell, Amy (2002) Riding the Horse Backwards: Process Work in Theory and Practice (Foundation Series). Lao Tse Press ISBN 1-887078-68-1
- Mindell, A. (2000). Dreaming While Awake: Techniques for 24-hour Lucid Dreaming. Charlottesville, VA: Hampton Roads Publishing Company Inc. ISBN 978-1571743596
- Mindell, A. (2000). Quantum Mind: The Edge Between Physics and Psychology. Portland, OR: Lao Tse Press.
- Mindell, A. (1995). Sitting in the Fire: Large Group Transformation Using Conflict and Diversity. Portland, OR: Lao Tse Press. ISBN 978-1887078009
- Mindell, A. (1995). Coma: The Dreambody near Death. Penguin Books (Arkana). ISBN 9780140194838
- Mindell, A. (1993). The Shaman's Body: A New Shamanism for Transforming Health, Relationships, and the Community. HarperSanFrancisco. ISBN 978-0062506559
- Mindell, A. (1992). The Leader as Martial Artist: An Introduction to Deep Democracy (1st ed.). San Francisco: Harper. ISBN 978-0062506405
- Mindell, A. (1990). Working on Yourself Alone: Inner Dreambody Work. Penguin Group. ISBN 9780140192018
- Mindell, A. (1989). The Year 1: Global Process Work -- Community Creation from Global Problems, Tensions and Myths. London: Penguin Books (Arkana). ISBN 978-0140192100
- Mindell, A. (1988). City Shadows: Psychological Interventions in Psychiatry. London and New York: Routledge. ISBN 9780415001939
- Mindell, A. (1985). River's Way: The Process Science of the Dreambody. London: Routledge & Kegan Paul. ISBN 0-7102-0631-3
- Mindell, A. (1982). Dreambody: The Body's Role in Revealing the Self. London: Routledge & Kegan Paul. ISBN 9780710202505